# BMW 330
BMW 330 — це автомобілі третьої серії, які з'явилися в 1999 році. Ця модель має такі покоління:
- BMW E46 - 1999—2006;
- BMW E90 — 2005—2011;
- BMW E91 — 2005—2012;
- BMW E92 — 2006—2013;
- BMW E93 — 2007—2013;
- BMW F30 — 2012-н.ч.;
- BMW F31 — 2012-н.ч.;
- BMW F34 — 2014-н.ч.

Моделі третьої серії BMW з номером 330 і індексами «i», «xi» і «сi» з'явилися на авторинку Європи в 2000 році в кузові Е46, а в 1999 світ побачили дизельні версії — BMW 330d, xd, cd.

### Опис
На даний момент представлено вже шість поколінь, останнє з яких з'явилось у 2012 році.
Усі моделі седана пропонують такий перелік обладнання: двозонний клімат-контроль, складні передні підлокітники, автоматичні фари та склоочисники, дисплей на лобовому склі, світлодіодні фронтальні фари, панорамну камеру, передні та задні сенсори паркування, шкіряне поліфункціональне кермо, кнопку запалювання, 18-дюймові литі диски коліс, шкіряну обшивку сидінь та неконтактний електронний ключ. 
Також запропоновано: система iDrive, 6.5-дюймовий дисплей, система супутникової навігації, функція сполучення телефону та аудіо через Bluetooth, DVD дисковод та цифрове радіо DAB. До переліку базового обладнання безпеки включено: шість подушок безпеки, камери заднього виду та на 360 градусів, систему динамічного контролю стабільності, протибуксувальну систему, антиблокувальну гальмівну систему з функцією контрольованого гальмування на поворотах та передні паски безпеки з натяжителями. Система «Active Protection» від BMW зафіксувавши неминучу аварійну ситуацію, підготує автомобіль до зіткнення закривши вікна, люк та натягнувши ремені. 
В 2017 році автомобіль BMW 330 пройшов випробування Національним управлінням безпеки руху США (NHTSA):
| Водій | Пасажир | Фронтальний удар | Боковий удар | Переворот | Бічний бар`єрний рейтинг пасажирського заднього сидіння | Боковий бар`єр водія | Загальний результат |
| ----- | ------- | ---------------- | ------------ | --------- | ------------------------------------------------------- | -------------------- | ------------------- |
| 4     | 5       | 4                | 5            | 5         | 5                                                       | 5                    | 5                   |

### Огляд моделі

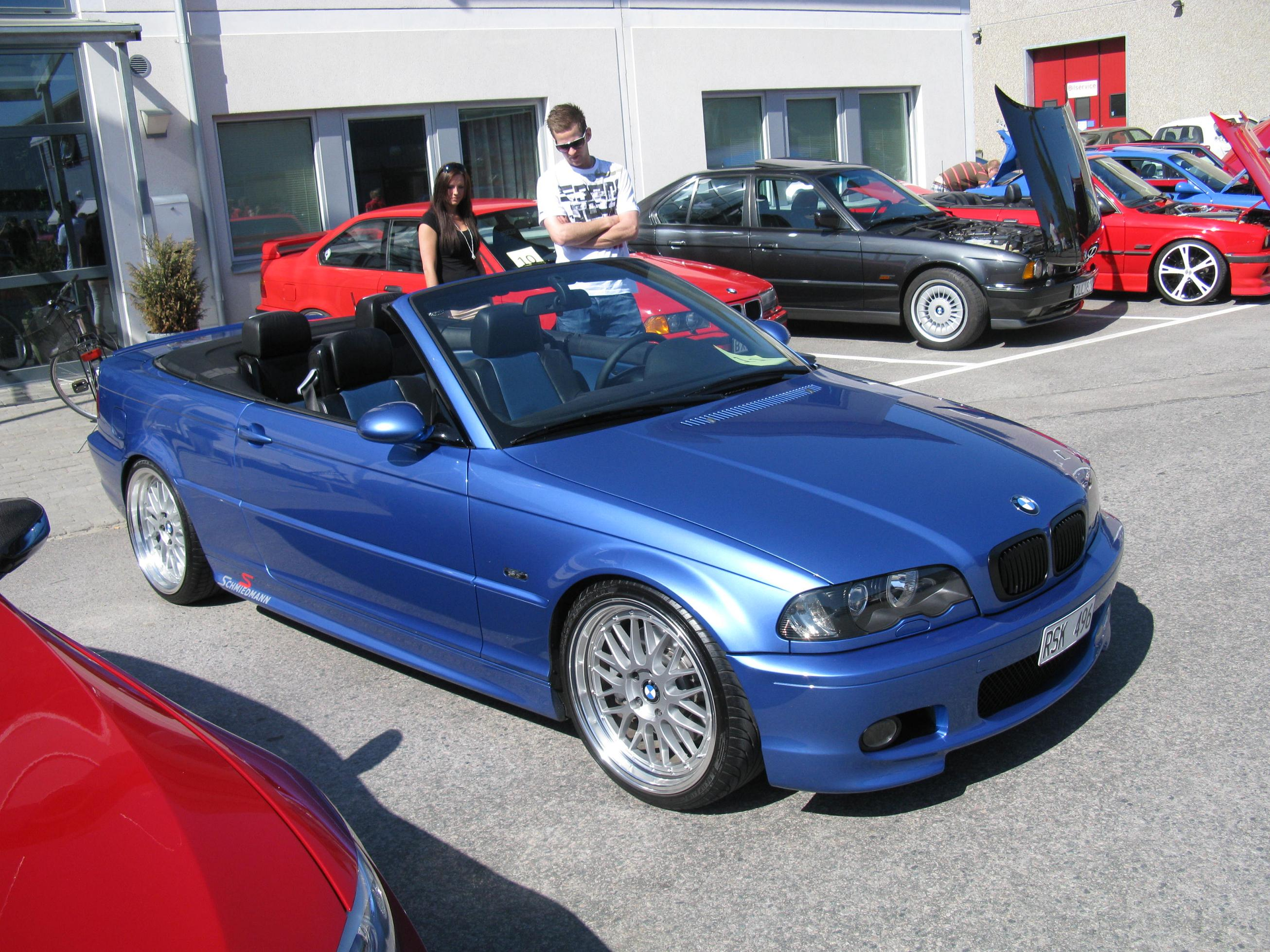
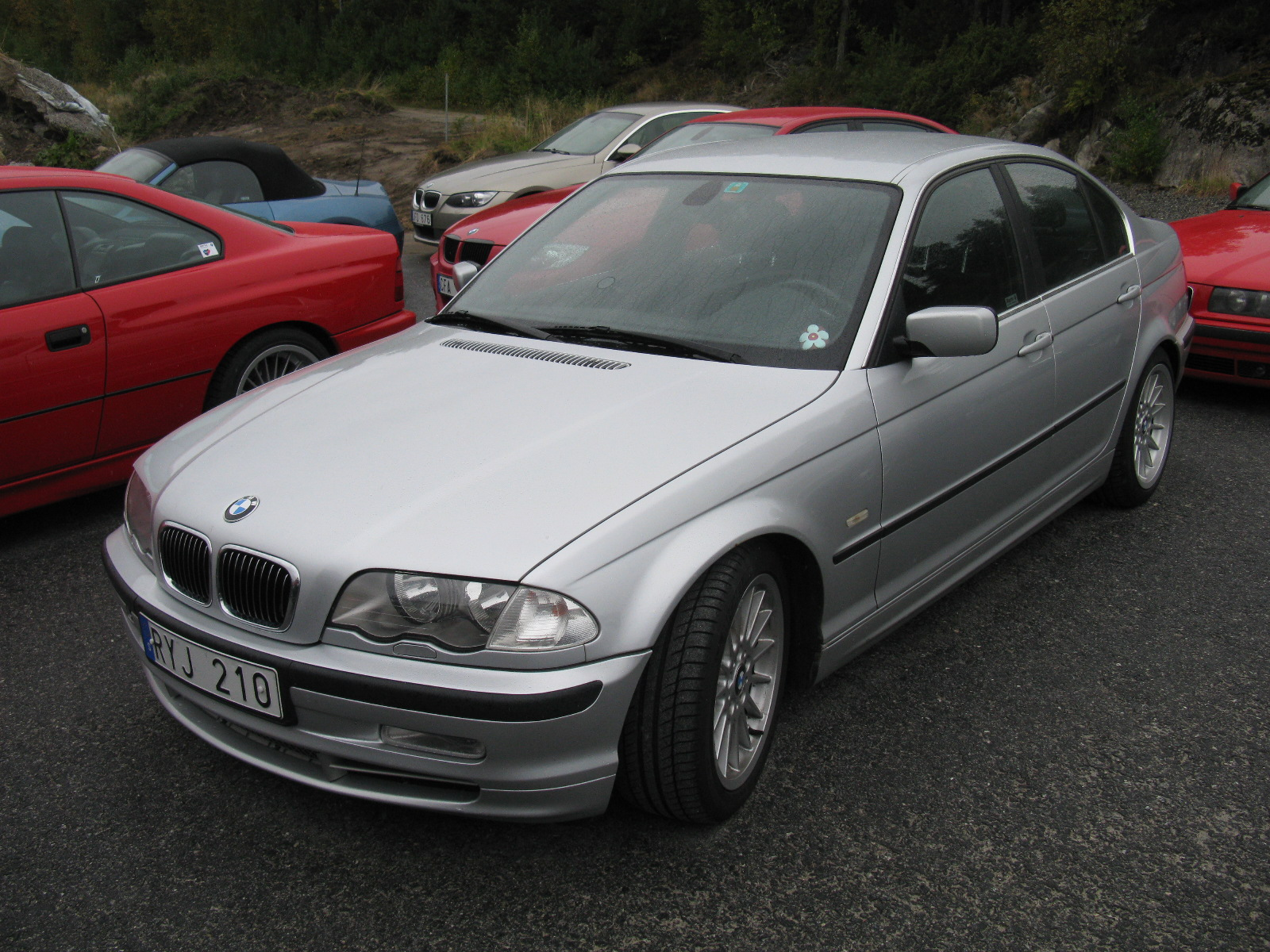
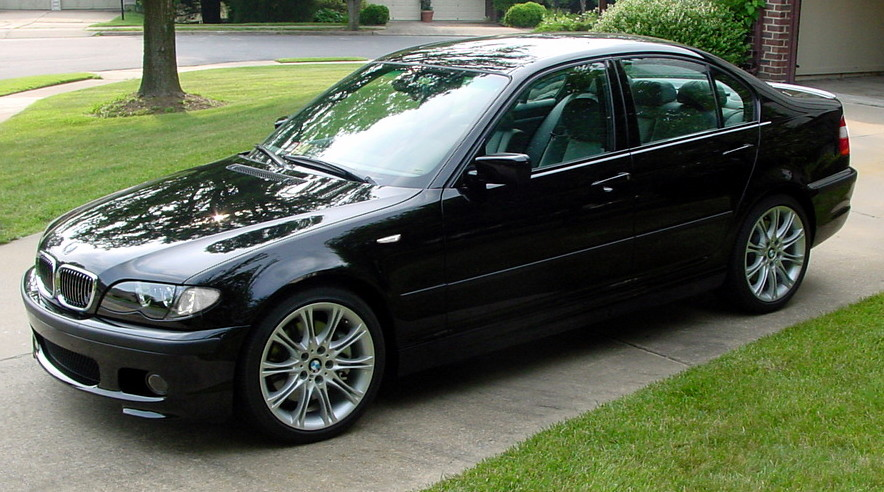
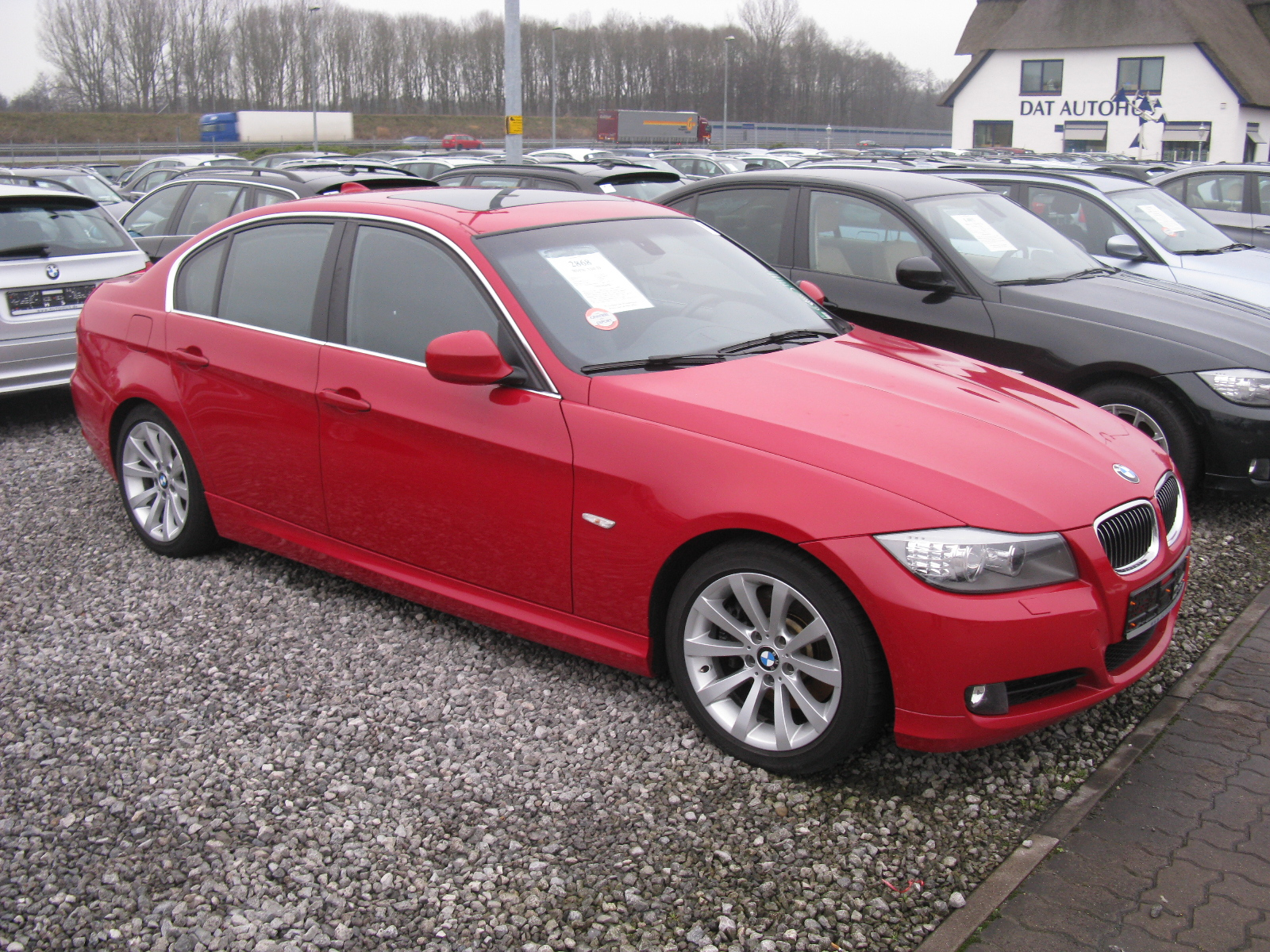